# Mordbrenner farkasfalka
A Mordbrenner farkasfalka a Kriegsmarine tengeralattjárókból álló második világháborús támadóegysége volt, amely összehangoltan tevékenykedett 1941. október 16. és 1941. november 3. között az Atlanti-óceán északi részén, főleg a kanadai partok előtt. A Mordbrenner (Gyújtogató) farkasfalka négy búvárhajóból állt, amelyek két hajót süllyesztettek el. Ezek összesített vízkiszorítása 7221 brt volt. A tengeralattjárók nem szenvedtek veszteséget.

## A farkasfalka tengeralattjárói
| A hajó száma | Parancsnoka         | Részvétel kezdete | Részvétel vége    |
| ------------ | ------------------- | ----------------- | ----------------- |
| U–109        | Heinrich Bleichrodt | 1941. október 16. | 1941. november 3. |
| U–208        | Alfred Schlieper    | 1941. október 16. | 1941. november 2. |
| U–374        | Unno von Fischel    | 1941. október 16. | 1941. november 2. |
| U–573        | Heinrich Heinsohn   | 1941. október 16. | 1941. november 3. |

## Elsüllyesztett és megrongált hajók
| Dátum             | A búvárhajó száma | A hajó neve     | Nemzetisége        | Vízkiszorítása | Konvoj |
| ----------------- | ----------------- | --------------- | ------------------ | -------------- | ------ |
| 1941. október 31. | U–374             | Rose Schiaffino | Egyesült Királyság | 3349           |        |
| 1941. november 2. | U–208             | Larpool         | Egyesült Királyság | 3872           | ON–27  |